# Elisha Litchfield

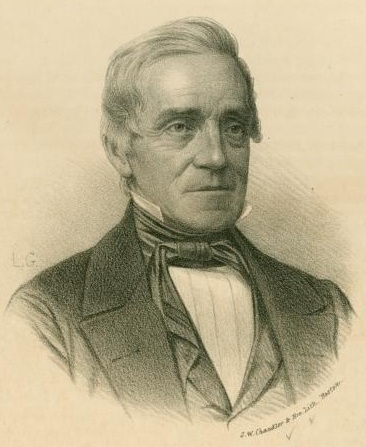
Elisha Litchfield

Elisha Litchfield (* 12. Juli 1785 in Canterbury, Connecticut; † 4. August 1859 in Cazenovia, New York) war ein US-amerikanischer Jurist und Politiker. Zwischen 1821 und 1825 vertrat er den Bundesstaat New York im US-Repräsentantenhaus.

## Werdegang
Elisha Litchfield wurde ungefähr zwei Jahre nach dem Ende des Unabhängigkeitskrieges in Canterbury im Windham County geboren. Er besuchte Gemeinschaftsschulen. Danach machte er eine Lehre zum Zimmermann. Er zog nach Onondaga County und ließ sich 1812 in Delphi (heute Delphi Falls) nieder. Während des Britisch-Amerikanischen Krieges bekleidete er den Dienstgrad eines Majors. Nach dem Ende des Krieges war er Friedensrichter und Supervisor im Onondaga County. Am 28. November 1817 wurde er zum Postmeister von Delphi ernannt – eine Stellung, die er bis zum 25. Juni 1821 innehatte. Er ging kaufmännischen Geschäften nach. Dann saß er in den Jahren 1819, zwischen 1831 und 1833, 1844 und 1848 in der New York State Assembly. Im letzten Jahr bekleidete er dort den Posten als Speaker.
Als Folge einer Zersplitterung der Demokratisch-Republikanischen Partei vor und während der Präsidentschaft von John Quincy Adams (1825–1829) schloss er sich der Crawford-Fraktion an. Bei den Kongresswahlen des Jahres 1820 für den 17. Kongress wurde Litchfield im 19. Wahlbezirk von New York in das US-Repräsentantenhaus in Washington, D.C. gewählt, wo er am 4. März 1821 die Nachfolge von George Hall antrat. Im Jahr 1822 kandidierte er im 23. Wahlbezirk von New York für den 18. Kongress. Nach einer erfolgreichen Wahl trat er am 4. März 1823 als erster Vertreter des Distrikts im US-Repräsentantenhaus seinen Dienst an. Da er auf eine erneute Kandidatur im Jahr 1824 verzichtete, schied er nach dem 3. März 1825 aus dem Kongress aus.
Nach seiner Kongresszeit zog er sich vom öffentlichen Leben sowie aktiven Geschäften zurück. Er ließ sich 1838 in Cazenovia im Madison County nieder, wo er am 4. August 1859 verstarb. Sein Leichnam wurde dann auf dem Delphi Falls Baptist Church Cemetery in Delphi Falls beigesetzt.